# Гидли, Джеймс Уильямс
Джеймс Уильямс Гидли (англ. James Williams Gidley; 7 января 1866 — 26 сентября 1931) — американский палеонтолог и зоолог.
В 1901 году окончил Принстонский университет. Ученик палеонтолога профессора Уильяма Берримана Скотта.
С 1899 года — сотрудник Национального музея естественной истории в Нью-Йорке, а с 1905 года — в Вашингтоне в составе Смитсоновского института. Проводил раскопки в различных районах США и Канады.
В 1922 году защитил диссертацию «Палеоценовые приматы из Форт-Юниона» (англ. Paleocene primates of the Fort Union) в Университете Джорджа Вашингтона, двумя годами позже выпустил её как монографию в расширенном и дополненном виде. Опубликовал также множество других сочинений, в том числе «Развитие режущей кромки зубов как показатель» (англ. Evidence bearing on tooth-cusp development; 1907) и «Обзор миоценовых и плиоценовых лошадей Северной Америки» (англ. Revision of the Miocene and Pliocene Equidae of North America; 1907, совместно с Г. Ф. Осборном). Основываясь на этих публикациях, выдвинул в статье 1912 г. «Зайцеобразные как отдельный порядок» гипотезу о том, что зайцеобразные не являются, как считалось прежде, разновидностью грызунов, а родственны скорее парнокопытным.